# F-101 Voodoo

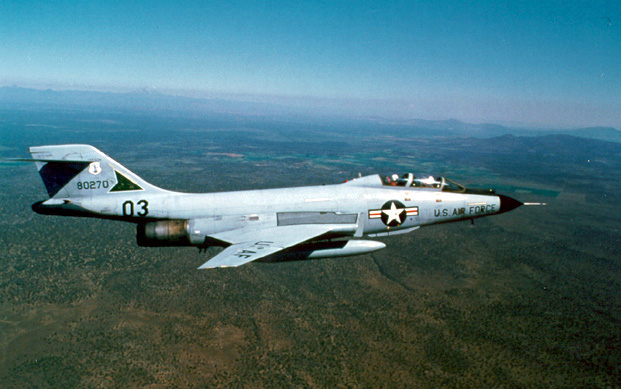
F-101 Voodoo

McDonnell F-101 Voodoo a fost un avion de luptă supersonic, utilizat de USAF și RCAF. Proiectat inițial ca avion de escortă cu rază lungă pentru Strategic Air Command, Voodoo a fost folosit în multe roluri inclusiv avion de luptă multirol, interceptor pentru orice condiții meteorologice și recunoaștere fotografică. A zburat intensiv misiuni în Războiul din Vietnam.